# 娜丁·安格勒
娜丁·馬雷克·安格勒（德語：Nadine Marejke Angerer，1978年11月10日—），德国女足守门员，2000、2004年夏季奥运女足铜牌奖牌获得者。她在2007年女子世界盃足球賽中创造了一届杯赛一球未失的纪录，打破意大利男足门将曾加在1990年世界杯足球赛所创造的连续517分钟不失球的纪录。这一纪录被改写为540分钟，连续6场比赛一球未失。

## 参見
- 2007年女子世界盃足球賽

## 外部連結
- 官方頁面 （页面存档备份，存于） （德文）

| 前任： 阿比·瓦姆巴赫 | 世界足球小姐 2013 | 繼任： 娜丁·凯斯勒 |